# Acanthoscelides distinguendus
Acanthoscelides distinguendus là một loài bọ cánh cứng trong họ Bruchidae. Loài này được Horn miêu tả khoa học năm 1873.